# Diocesi di Gegi
La diocesi di Gegi (in latino: Dioecesis Gegitana) è una sede soppressa e sede titolare della Chiesa cattolica.

## Storia
Gegi, nell'odierna Algeria, è un'antica sede episcopale della provincia romana della Mauritania Sitifense.
Sono solo due i vescovi documentati di Gegi. Alla conferenza di Cartagine del 411, che vide riuniti assieme i vescovi cattolici e donatisti dell'Africa romana, partecipò per parte cattolica il vescovo Quadrato; la diocesi in quell'occasione non aveva un vescovo donatista. Data la rarità del nome, è probabilmente Quadrato di Gegi che sottoscrisse, senza indicazione della sede di appartenenza, la lettera sinodale del concilio antipelagiano celebrato a Milevi nel 416.
Il secondo vescovo è Costanzo, il cui nome appare al 13º posto nella lista dei vescovi della Mauritania Sitifense convocati a Cartagine dal re vandalo Unerico nel 484; Costanzo, come tutti gli altri vescovi cattolici africani, fu condannato all'esilio.
Dal 1933 Gegi è annoverata tra le sedi vescovili titolari della Chiesa cattolica; dal 19 settembre 2024 il vescovo titolare è Mario Nicolás Villanueva Arellano, vescovo ausiliare di Tijuana.

## Cronotassi

### Vescovi residenti
- Quadrato † (prima del 411 - dopo il 416 ?)
- Costanzio † (menzionato nel 484)

### Vescovi titolari
- Olimpo Santiago Maresma † (7 settembre 1965 - 31 ottobre 1974 nominato arcivescovo di Mendoza)
- Kornél Pataky (Pataki) † (7 gennaio 1975 - 2 aprile 1976 nominato vescovo di Győr)
- Athanase Bala, C.S.Sp. † (31 maggio 1976 - 21 dicembre 1977 succeduto vescovo di Bafia)
- Domingo Jafet Herrera Castillo † (29 gennaio 1978 - 1º giugno 1981 deceduto)
- Hermín Negrón Santana † (30 giugno 1981 - 10 marzo 2012 deceduto)
- Raymond Poisson (1º maggio 2012 - 8 settembre 2015 nominato vescovo di Joliette)
- Herculano Medina Garfias (1º dicembre 2015 - 4 maggio 2024 nominato vescovo di Ciudad Guzmán)
- Mario Nicolás Villanueva Arellano, dal 19 settembre 2024